# Mieszko Gniezno
MKS Mieszko Gniezno − polski klub piłkarski z Gniezna występujący w sezonie 2023/2024 w Artbud IV lidze, grupie wielkopolskiej.

## Historia
Międzyzakładowy Klub Sportowy „Mieszko” powstał w listopadzie 1974 r. i jest kontynuatorem piłkarskich tradycji w Gnieźnie zapoczątkowanych w Kolejowym Klubie Sportowym Stella, w którym sekcja piłki nożnej powstała w 1915 r.
Do założycieli MKS Mieszko zaliczali się między innymi Ryszard Kędzierski, Roman Kuc, Włodzimierz Fryta, Marian Holzer a także Jan Janowiak.
W swojej blisko 50-letniej historii klub przeżywał wzloty i upadki. Do wzlotów należy zaliczyć walkę w sezonach 1978/1979 i 1979/1980 o awans do II ligi, przegraną ostatecznie ze Stalą Stocznia Szczecin oraz z Arkonią Szczecin a także udane występy w rozgrywkach III ligi w latach osiemdziesiątych i na początku lat dziewięćdziesiątych. 
W 1989 r. zespół seniorów Mieszka osiągnął największy w historii klubu sukces awansując do ćwierćfinału Pucharu Polski na szczeblu centralnym. Po wyeliminowaniu takich drużyn jak Gwardia Warszawa, Śląsk Wrocław, Szombierki Bytom gnieźnianom przyszło zmierzyć się z warszawską Legią. Tutaj niespodzianki już nie było, w Gnieźnie mimo dopingu ponad 15 tysięcy kibiców Mieszko przegrał 0:5, a w Warszawie uległ 1:5 (honorowa bramka autorstwa Tomasza Kurowskiego).

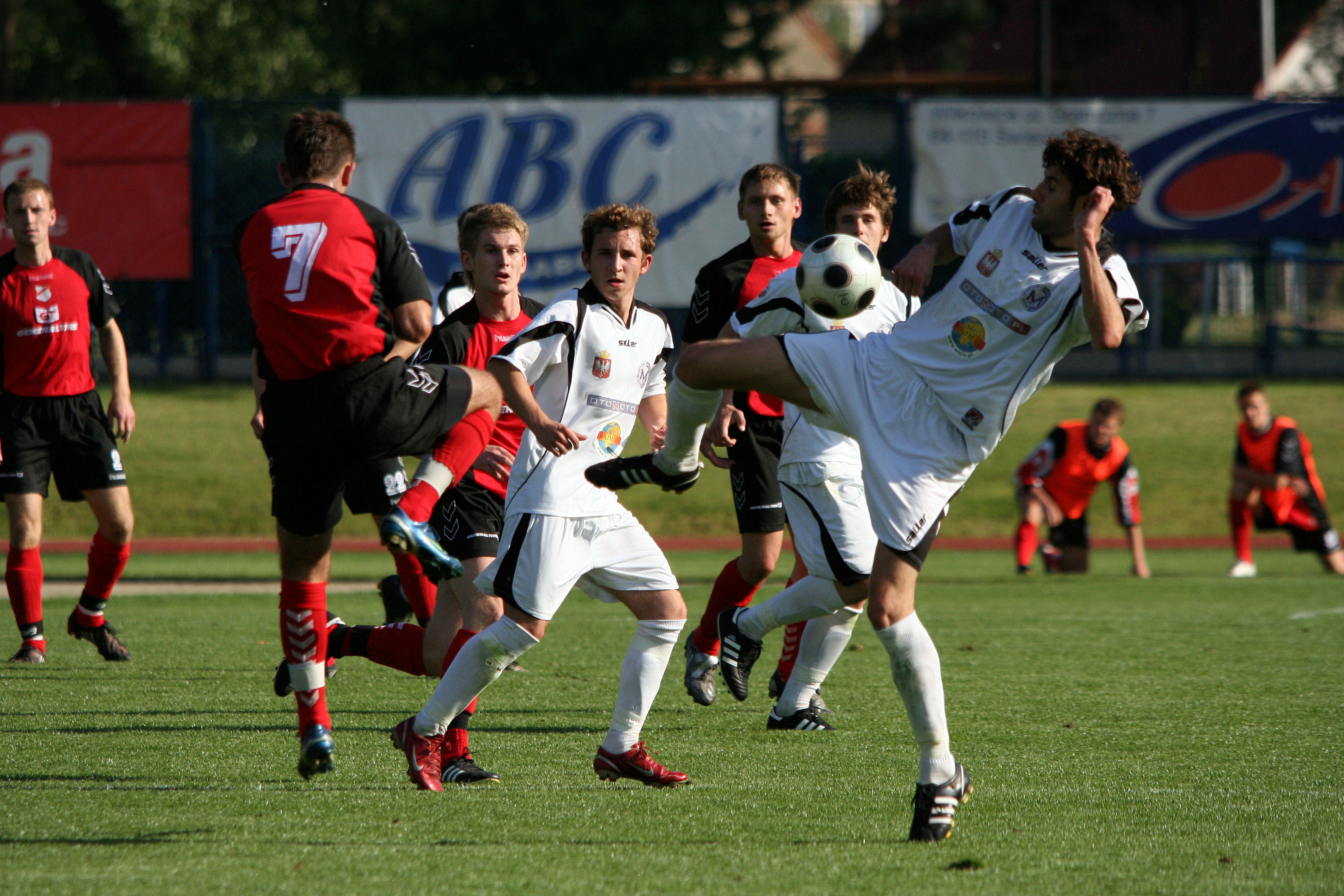
Mecz z Polonią Leszno

W 1992 zespół z Gniezna opuścił szeregi III ligi. Po kilkuletniej walce w IV lidze w sezonie 1996/1997 drużyna spadła do klasy okręgowej. 14 stycznia 2000, klub zmienił nazwę na KS „Mieszko Faber” Gniezno. W klasie okręgowej zespół walczył do 2001 roku, kiedy to wygrał rozgrywki i awansował do IV ligi. Dodatkowo gnieźnianie w tym sezonie ustanowili rekord strzelecki zdobywając w 30 spotkaniach aż 108 goli. Jako beniaminek w sezonie 2001/02 drużyna zajęła wysokie 3 miejsce. W sezonie 2002/2003 Mieszko wygrał IV ligę. W barażach pokonał Astrę Krotoszyn i po ponad dziesięciu latach gnieźnieńska drużyna ponownie zagrała w III lidze.
W 2015 roku doszło do konsolidacji klubów piłkarskich w mieście Gnieźnie. Pod patronatem Prezydenta Miasta Gniezna Tomasza Budasza rozpoczął się nowy etap w historii klubu. Prezesem Mieszka został Maciej Ciesielski, dyrektorem sportowym Dawid Frąckowiak, a trenerem Mariusz Bekas.   
17 czerwca 2018 po wygraniu dwumeczu barażowego z Victorią Września (zwycięstwa 2:1 i 4:1) zespół awansował do III ligi. Od sezonu 2018/2019 do sezonu 2020/2021 występowali w III lidze, grupie II.
W 2024 roku planowane są obchody 50-lecia istnienia Klubu.
Mieszko Gniezno posiada również swoją akademię piłkarską, która swoje mocniejsze funkcjonowanie rozpoczęła w 2017 roku.
Obecnie (sezon 2024/25) zrzesza blisko 450 zawodników i zawodniczek, będąc jedną z największych Akademii w Wielkopolsce i zdecydowanie największą w okolicy. Mieszko Gniezno to jedyny Klub w powiecie dający możliwość trenowania zawodnikom w każdej kategorii wiekowej, od wieku skrzata do seniora. Koordynatorem Akademii jest Mateusz Bartkowiak.
Akademia Mieszko współpracuje z KKS Lech Poznań, którego jest klubem partnerskim.

## Sukcesy
- 1/4 finału Pucharu Polski – 1989/1990
- najwyższy poziom ligowy – III liga (2. miejsce)
- 1/16 finału Puchar Polski – 2006/2007
- 29 maja 2017 – awans do IV ligi wielkopolskiej północ
- 17 czerwca 2018 – po wygraniu dwumeczu barażowego z Victorią Września awans do III ligi (grupa II)